# Rafiganj
Rafiganj är en ort i Indien.   Den ligger i distriktet Aurangābād och delstaten Bihar, i den nordöstra delen av landet, 900 km sydost om huvudstaden New Delhi. Rafiganj ligger 106 meter över havet och antalet invånare är 26 228.
Terrängen runt Rafiganj är mycket platt. Runt Rafiganj är det tätbefolkat, med 659 invånare per kvadratkilometer. Det finns inga andra samhällen i närheten. Trakten runt Rafiganj består till största delen av jordbruksmark.